# Forêt domaniale de Murat

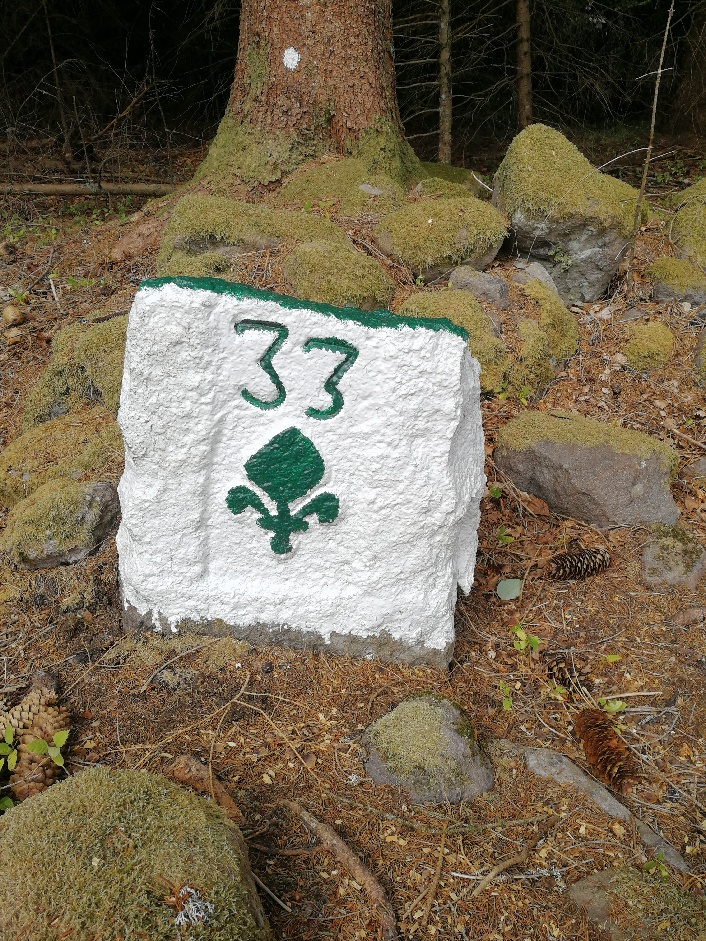
Borne fleurdelysée.

La forêt domaniale de Murat (ou bois du Roy) est une forêt française située sur les contreforts du volcan du Cantal en Auvergne. Avec ses 1 054 hectares de superficie, elle est la plus importante forêt domaniale du Cantal.
Elle forme, avec la forêt du Lioran, un important massif forestier continu de plus de 2 600 hectares.

## Situation géographique

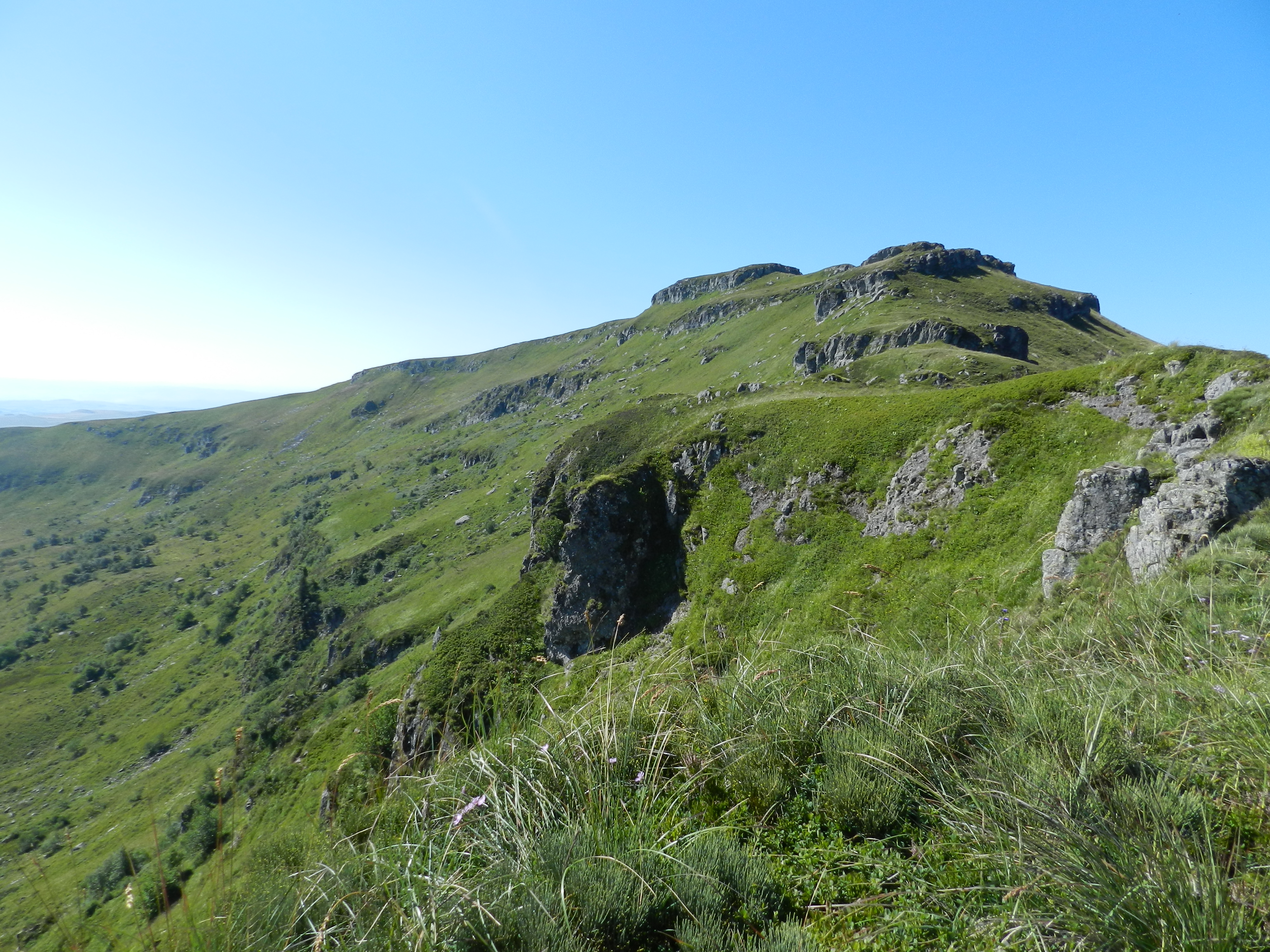
Le puy du Rocher domine la forêt du haut de ses 1811 mètres d'altitude.

Située dans le département du Cantal, elle s'étend sur 1 054 hectares sur les contreforts est du plus grand volcan d'Europe, le Cantal. Elle couvre, du nord au sud, le vallon du Chambeuil, le vallon du Benet et le vallon du Lagnon, tous se jetant dans la vallée de l'Alagnon.
Elle se trouve sur deux communes : Albepierre-Bredons, couvrant les vallons du Benet et du Lagnon ainsi que le versant nord du vallon de Chambeuil (880 hectares) ; Laveissière sur le versant sud du vallon de Chambeuil (174 hectares).

### Topographie

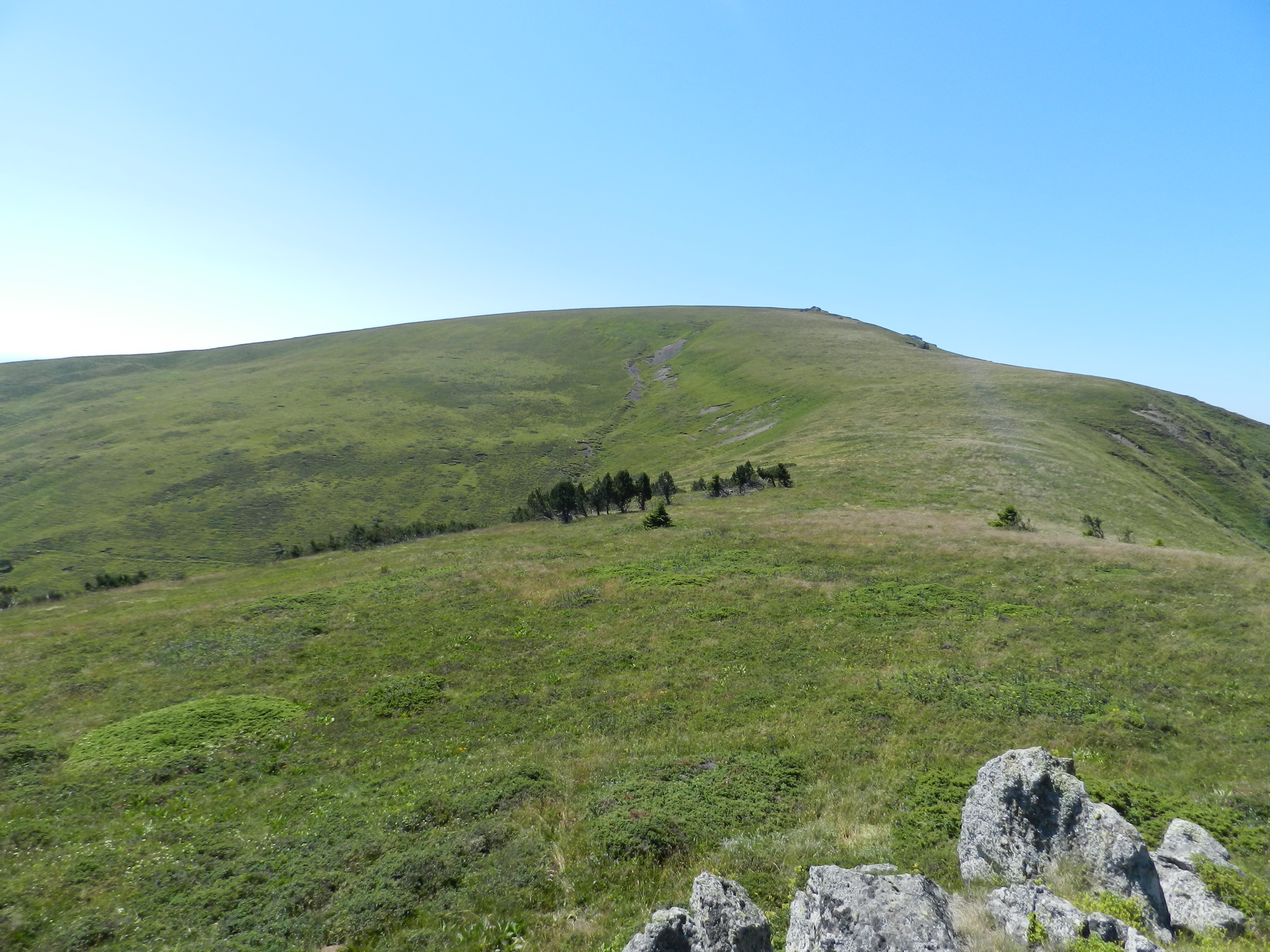
Le rocher de la Sagne du Porc culmine à 1717 mètres d'altitude.

Située en zone de moyenne montagne de 1 050 à 1 520 mètres d'altitude, la forêt est dominée par plusieurs sommets formant le volcan du Cantal : la Peyre Ourse (1 612 mètres), le rocher de la Sagne du Porc (1 717 mètres), l'Aiguillon (1 665 mètres), le puy du Rocher (1 811 mètres), le Plomb du Cantal (1 855 mètres) et le puy de Prat-de-Bouc (1 524 mètres).

### Climat
Le climat est de type montagnard avec des précipitations importantes.
L'hiver, le climat est très rude et les chutes de neige sont abondantes, si bien que cette saison dure de novembre à avril et que certains névés peuvent subsister sur les hauteurs de la forêt jusqu'en juillet, voire, quelques rares années, faire la jonction avec les chutes de neige de l'hiver suivant. Le givre, l'action du vent et le poids de la neige occasionnent de nombreux chablis : arbres renversés ou cassés.

### Sols
Le sol est formé soit d'éboulis de roches andésiques noyés la plupart du temps par une couche de terre humifère, soit par des boues et graviers glaciaires. Cela engendre un sol généralement filtrant, léger, entretenu par une humidité atmosphérique souvent forte.

## Histoire

### Sous l'Ancien Régime
Au Moyen Âge, la forêt appartenait à la vicomté de Murat. La forêt était alors livrée à de nombreux délits et dégradations commis sous prétexte des droits de chauffage et des chartes de franchises accordés aux habitants de la ville de Murat (1283) et aux habitants de Bredons (1292).
À la suite d'une confiscation des biens, elle fut intégrée au domaine de la couronne en 1531 par François Ier. En réponse aux dégradations de la forêt, l'ordonnance de Colbert en 1669 qui mit en place des règles d'abattage et surtout un bornage de la forêt royale de 284 bornes fleurdelisées en 1674 par le commissaire du roi, Bernard Hector de Marle. Le géomètre Ritton élabora le tout premier plan connu de la forêt de Murat la même année.

### Depuis la Révolution
Une nouvelle reconnaissance des limites de la forêt est entrepris en 1806, mais de nombreuses erreurs furent commises et on refit un autre bornage en 1827. À la suite d'une erreur administrative, on dut à nouveau faire ce travail en 1846.
En 1831, pour éponger la dette publique, la forêt de Murat figurait dans la liste des forêts que l'État voulait aliéner. Elle s'étendait sur seulement 190 hectares. Certains habitants de Bredons (actuelle commune d'Albepierre) et deux notables de Murat (le député Teilhard et Monsieur Vaysseyre) voulurent se porter propriétaires. Mais plusieurs voies, dont la municipalité de Murat, s'élevèrent contre ce projet. Leur argument reposait sur le fait que cette forêt constituait une ressource essentielle à la population qui jouissait des droits de chauffage accordés par la vicomté au XIIIe siècle et que les éventuels acheteurs raserait à blanc la forêt pour en faire des terres de pâtures. Le préfet annula donc le processus d'aliénation et la forêt resta domaniale.
En pleine Première Guerre mondiale, des militaires français et américains arrivèrent à Murat pour exploiter la forêt en réponse à la forte demande de bois pour la construction de chemins de fer acheminant les troupes au front.
À la veille de la Seconde Guerre mondiale, sa surface s'est trouvée augmentée de 877 ha à 1 054 ha à la suite d'une acquisition importante au lieu-dit Bois Valleix, sur le territoire de la commune de Laveissière.

## La forêt

### Composition
La forêt est principalement constituée de l'association végétale sapin-hêtre, le premier s'élevant jusqu'à 1 400 mètres d'altitude tandis que l'autre pousse jusqu'aux estives.
À ces essences s'ajoutent l'épicéa, le mélèze et le pin sylvestre.

### Gestion
La forêt est gérée par l'Office national des forêts.
Pour faciliter son exploitation, la forêt est divisée en trois parties.
- Le versant nord du vallon de Chambeuil (commune d'Albepierre-Bredons) : cette partie est traitée en futaie, c'est-à-dire dans le but d'obtenir une forêt de grands arbres adultes issus de semis. Cette méthode permet une concentration des efforts nécessaires à la régénération de ce massif vieilli. Les conditions de relief (pente faible) permettent l'assiette de coupes importantes suivies de plantations. De nombreuses années seront nécessaires avant que les jeunes plantations d'aujourd'hui ne constituent elles-mêmes une belle futaie.

- Le versant sud du vallon de Chambeuil (commune de Laveissière) et le reste de la forêt (commune d'Albepierre-Bredons) : ces deux parties sont affectées principalement à la production de bois d'œuvre résineux et accessoirement à l'exploitation de la chasse et à l'accueil du public. Par suite du relief tourmenté du terrain et des fortes pentes, la forêt a un rôle important de protection du milieu à assurer.  Il est à noter en 2e série la présence d'un couloir d'avalanche déjà signalé au XVIIe siècle. Cette sapinière de montagne constitue un élément économique et touristique très important pour la région.

### Faune
La forêt domaniale est particulièrement giboyeuse. On trouve dans ses bois le cerf, la biche et le chevreuil, mais aussi le sanglier, le mouflon, le renard, le blaireau et même le loup et la marmotte.

### Flore et protection
Située dans le parc naturel régional des Volcans d'Auvergne et dans la zone Natura 2000 des monts du Cantal, la forêt de Murat bénéficie d'une autre protection, assez rare cette fois : une réserve biologique intégrale (RBI). La RBI de Chamalière/Peyre-Ourse interdit toute activité sylvicole, de chasse ou de pastoralisme dans une partie de la forêt pour la conservation et l'étude de certaines espèces floristiques remarquables. Elle s'étend sur 205 hectares dont 145 en forêt domaniale et 60 en forêt communale de Laveissière.

### Accès
L'exploitation de la forêt est facilitée par huit kilomètres de route goudronnée, reliant le hameau d'Ampalat (Laveissière) à celui de la Molède (Albepierre-Bredons), et de plusieurs autres chemins d'exploitations naturels. L'accès à cette route est interdit, sauf pour les exploitants.

## Sources et liens externes
- Jean-Louis Philippart, Albepierre Bredons et Murat : à la recherche de l'histoire et du Patrimoine, 2006, Clermont-Ferrand.